# Фисп
Фисп (нем. Visp, фр. Viège, эльз. Fischp) — город и община (коммуна) в Швейцарии.

## География
Город Фисп находится в северной части швейцарского кантона Вале. Он является административным центром округа Фисп и образует отдельную общину того же названия. Город лежит у входа в горные долины Маттерталь и Засталь.

## История
Первые поселения на месте нынешнего Фиспа существовали ещё в галло-римские времена, что подтверждается археологическими находками (римская статуя «Le Dieu de Viège»). В 1276 году горные проходы Макугнада и Антрона близ Фиспа были освобождены от таможенных сборов, что способствовало созданию здесь торговой ярмарки. 23 декабря 1388 года горожане разгромили осаждавшее Старый город войско из Савойи. В 1518 году многие дома в Фиспе были уничтожены большим пожаром. В 1799 году французские революционные войска разграбили Фисп, а в 1810 году он, вместе со всей территорией Вале, был присоединён к Франции. В 1815 году, согласно решениям Венского конгресса, был образован кантон Вале, вошедший вместе с Фиспом в состав Швейцарии. В 1847 году впервые упоминается официально название «Фисп» (ранее округ носил название «Фиспах»). В 1855 году Фисп пострадал от сильного землетрясения.

## Галерея

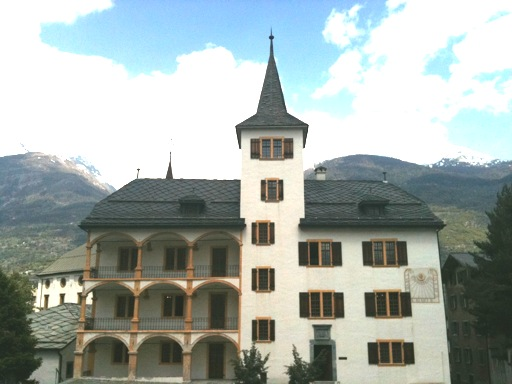
Ратуша Фиспа
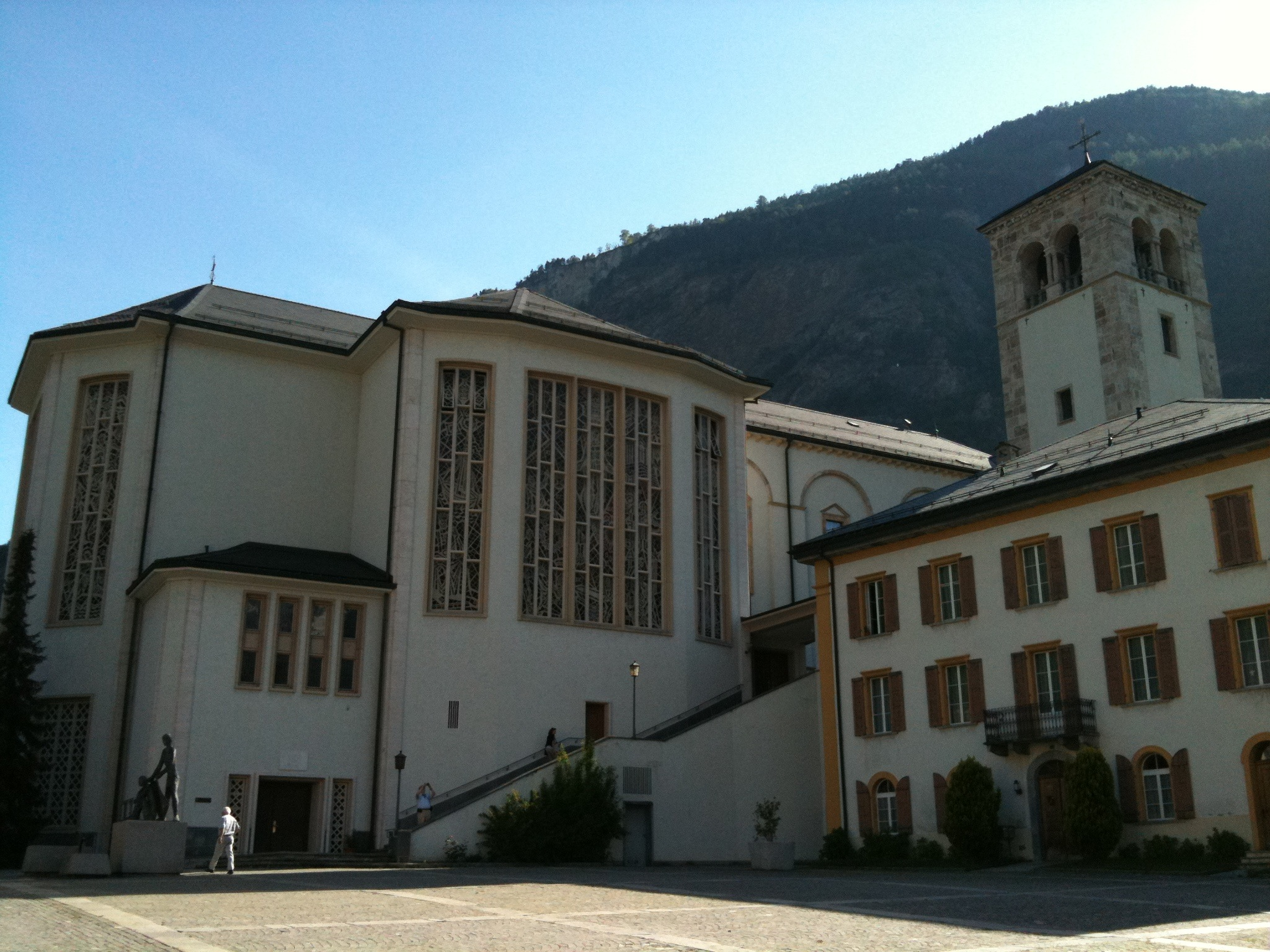
Церковь св. Мартина
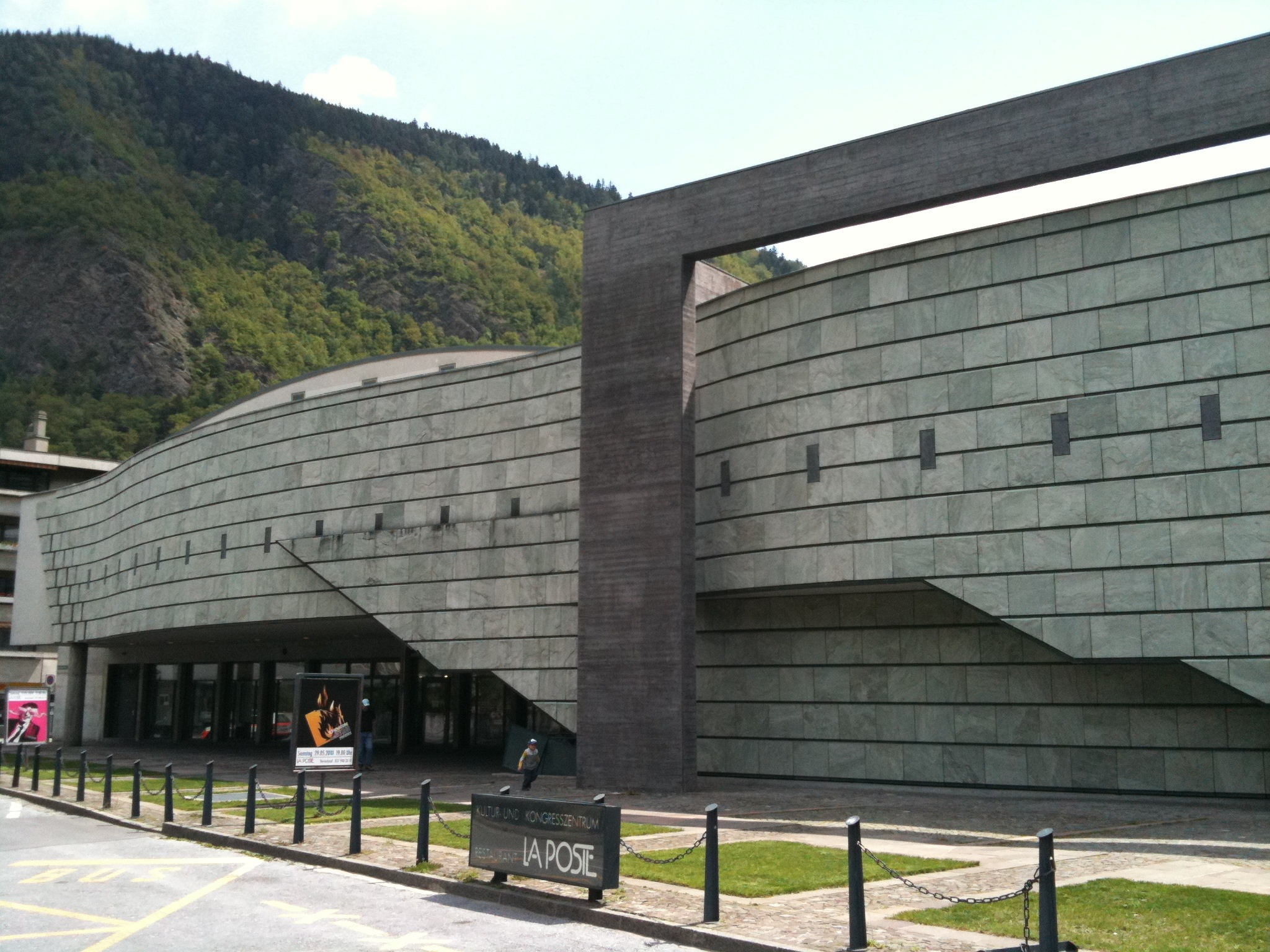
Культурный центр «La Poste»
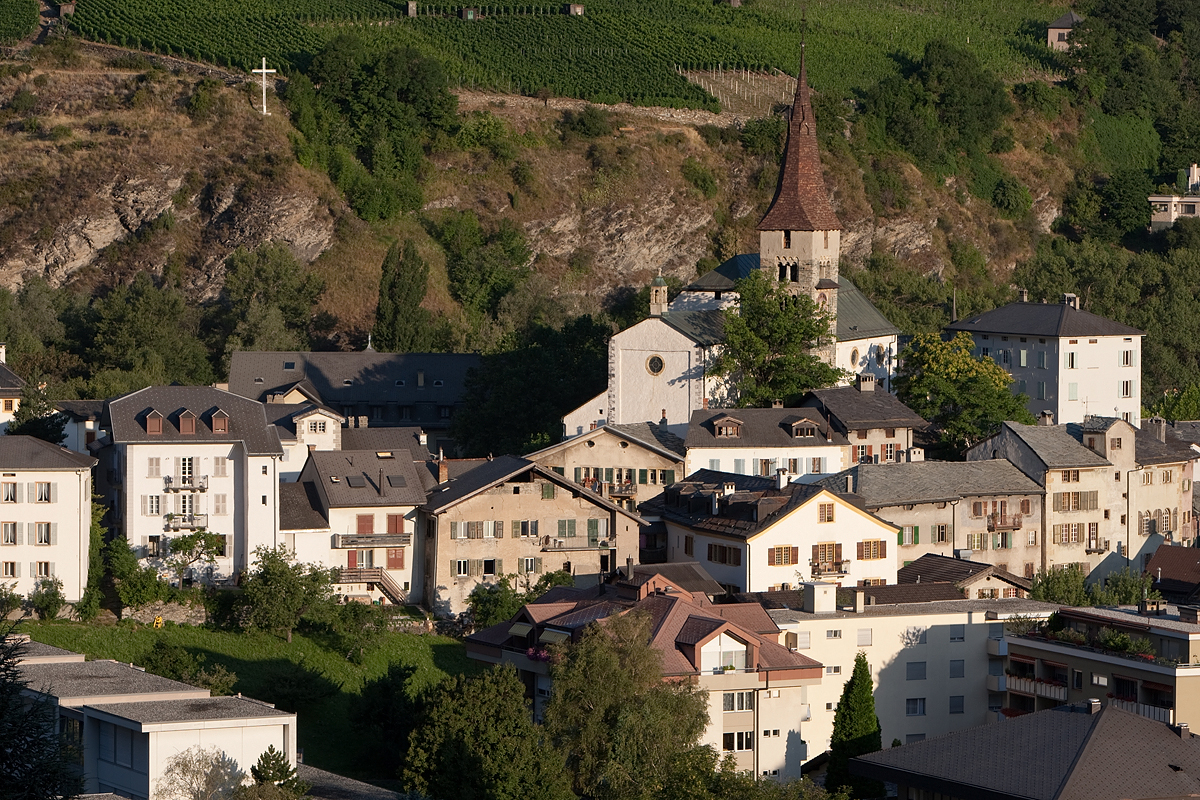
Старый город Фиспа
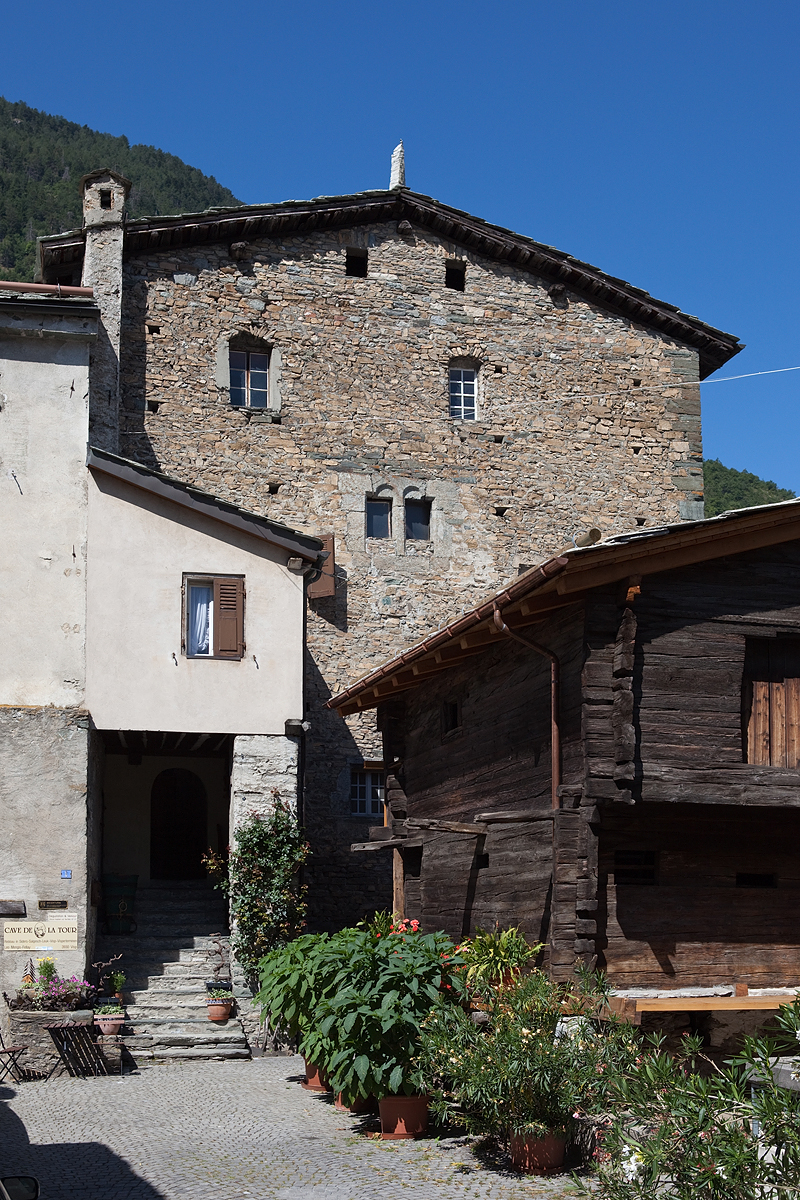
Башня Мейер-турм
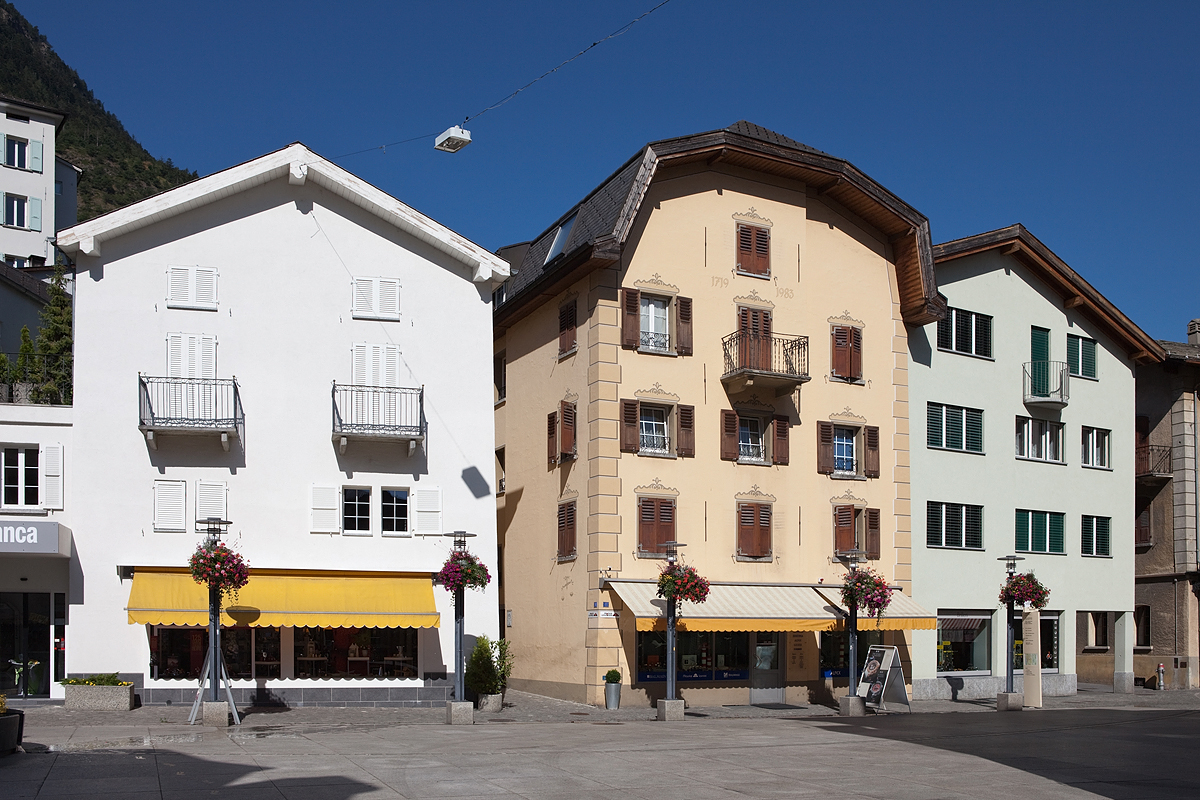
Рыночная площадь
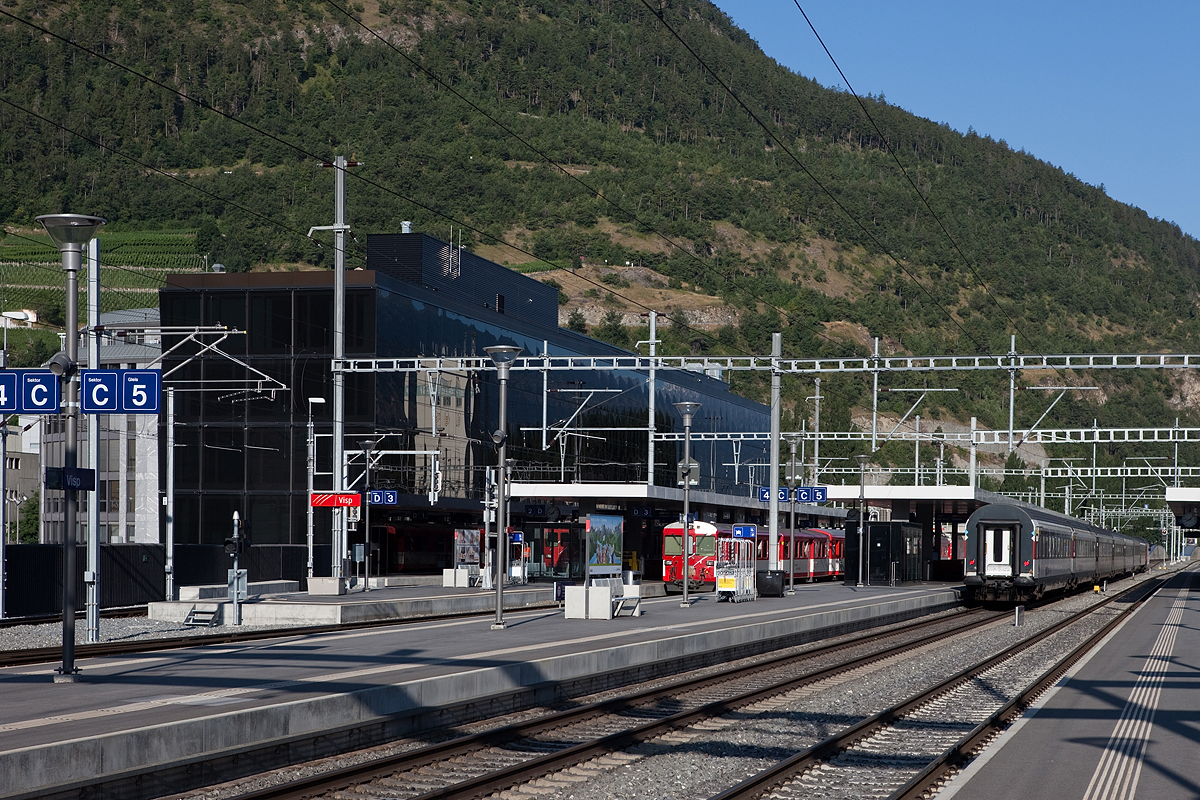
Вокзал Фиспа
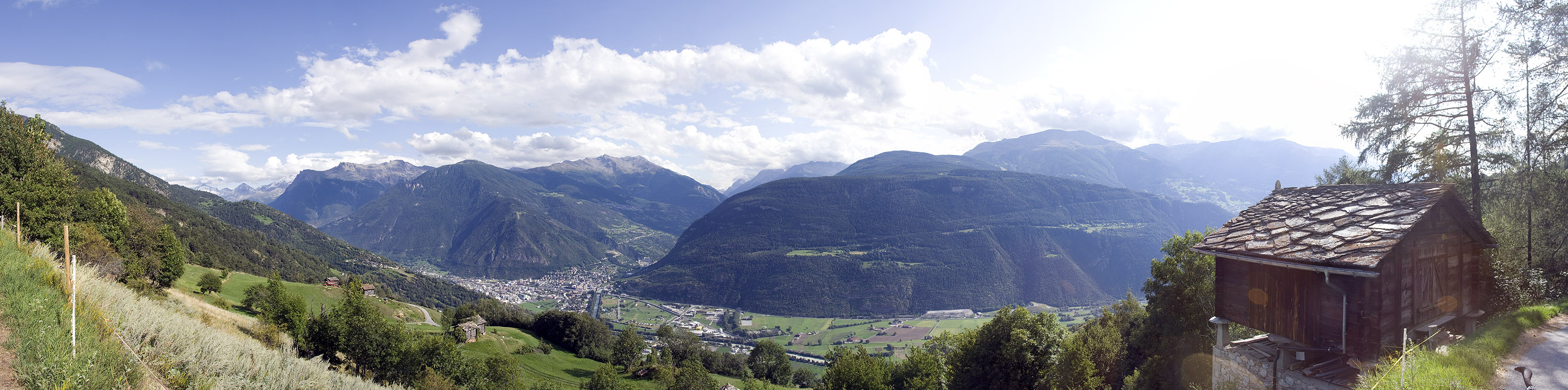
Панорама города, вид с севера